# 매들린 리
매들린 리(Madeline Lederman, 1923년 5월 30일 ~ 2008년 4월 15일)는 미국의 텔레비전 배우, 영화배우, 무대 연출가, 연극 배우이다.
브롱크스에서 태어났으며 맨해튼에서 사망하였다. 사인은 질병이다.

## 영화
- 이봐요, 골드버그 부인 (2009년)
- 버츄얼 코드 (2008년)
- 새비지스 (2007년)
- 판초 비야 (2003년)
- 법과 질서 (1990년)
- 리안나 (1983년)
- 호랑이를 구하라 (1973년)